# Unterhortenbacher Delle
Die Unterhortenbacher Delle ist ein 400 m langer, orografisch rechter Zufluss des Hortenbacher Siefens und gehört zum Flusssystem der Dhünn, einem Nebenfluss der Wupper.

## Geographie

### Verlauf
Die Unterhortenbacher Delle entspringt auf einer Höhe von 188,9 m ü. NHN bei der Wüstung Unterhortenbach. Sie fließt im Landschaftsschutzgebiet „Wälder und Siefen am Eichenberg“. Ihr fließen zwei nicht näher bezeichnete Bäche zu. Sie mündet schließlich auf einer Höhe von 149,7 m bei Oberhortenbach von rechts in den Hortenbacher Siefen.

### Flusssystem Dhünn
- Liste der Fließgewässer im Flusssystem Dhünn